# 空軍宇宙軍団
空軍宇宙軍団（くうぐんうちゅうぐんだん、Air Force Space Command：AFSPC）は、かつて存在したアメリカ空軍において軍事衛星の運用その他の宇宙関連の作戦を行う組織である。アメリカ空軍の主要軍団として編成されており、部隊管理上は空軍参謀本部の指示を受けるが、作戦指揮上は統合軍であるアメリカ宇宙軍の指揮を受けていた。司令部はコロラド州ピーターソン空軍基地に所在し、大将が指揮していた。
主に軍事衛星の打ち上げ・運用など、アメリカ軍の戦略に必要な宇宙空間における機器の運用や技術開発の支援を行っている。弾道ミサイル発射に対する早期警戒も任務であり、地上の大型早期警戒レーダーも管轄下である。運用している軍事衛星としてはGPS衛星などの航法衛星や通信衛星、早期警戒衛星などがあげられる。1個航空軍・2個センター編制であり、第14空軍が衛星の運用・ミサイル早期警戒を担当している。大陸間弾道ミサイルを担当している第20空軍も傘下にあったが、これは2009年12月1日にAFGSC傘下に移管された。
軍用機として戦闘機などは保有しておらず、人員や資材を輸送する為のヘリコプターを保有している。また、民間人や民間企業からの派遣が多いのも特徴となっている。
アメリカ宇宙軍の発足により、引き継がれた。

## 沿革
空軍システム軍団および戦略航空軍団の再編成により、1982年9月1日に設立された。1985年には統合軍であるアメリカ宇宙軍 (USSPACECOM) の主力としてその指揮下におかれた。
湾岸戦争においては管轄下の早期警戒衛星が多用され、イラクのスカッドミサイルの発射警戒を行なった。1992年には大陸間弾道ミサイルも空軍宇宙軍団管轄下に置く事となり、1993年に航空戦闘軍団より第20空軍が傘下に移された。2001年には宇宙ミサイルシステムセンターも米空軍資材コマンドから移管された。
2002年10月1日には宇宙軍の戦略軍 (USSTRATCOM) への統合に伴い、戦略軍の指揮下に入った。
2008年に空軍サイバー軍団の創設中止に伴い、サイバー戦もAFSPCの担当することになり、第24空軍が2009年8月18日に設立・編入されたが、2018年7月17日には第24空軍は航空戦闘軍団の傘下になった。
2019年8月29日には統合軍としてのアメリカ宇宙軍が再発足した。
2019年12月20日には軍種としてのアメリカ宇宙軍が成立し、空軍宇宙軍団などの部隊が引き継がれている。統合軍はアメリカ宇宙コマンドという訳語が採用されるようになった。

## 主要部隊
- 第14空軍
  - 第21宇宙航空団（英語版）：コロラド州 ピーターソン空軍基地
  - 第30宇宙航空団（英語版）：カリフォルニア州 ヴァンデンバーグ空軍基地
  - 第45宇宙航空団（英語版）：フロリダ州 パトリック空軍基地（英語版）
  - 第50宇宙航空団：コロラド州 シュリーヴァー空軍基地
  - 第460宇宙航空団（英語版）：コロラド州 バクリー空軍基地（英語版）
- 宇宙ミサイルシステムセンター(Space and Missile Systems Center)：カリフォルニア州 ロサンゼルス空軍基地（英語版）
  - 宇宙優勢システム航空団
  - グローバル・ポジショニング・システム航空団
  - 打ち上げ・射場システム航空団
  - 軍事衛星通信航空団
  - 宇宙配備赤外線システム航空団
  - 宇宙開発試験航空団
- 宇宙革新開発センター（英語版）：コロラド州 シュリーヴァー空軍基地（英語版）